# Saint-Sulpice-la-Pointe
Saint-Sulpice-la-Pointe [sɛ̃ sylpis la pwɛ̃t] (okzitanisch Sant Sulpici; bis 2013 nur Saint-Sulpice) ist eine französische Gemeinde mit 9674 Einwohnern (Stand 1. Januar 2022) im Département Tarn in der Region Okzitanien.

## Geographische Lage
Saint-Sulpice-la-Pointe liegt am Tarn an der Mündung des Agout. Südwestlich der Gemeinde in 32 Kilometern Entfernung liegt Toulouse, 46 Kilometer nordöstlich Albi und 48 Kilometer nordwestlich Montauban.

## Geschichte

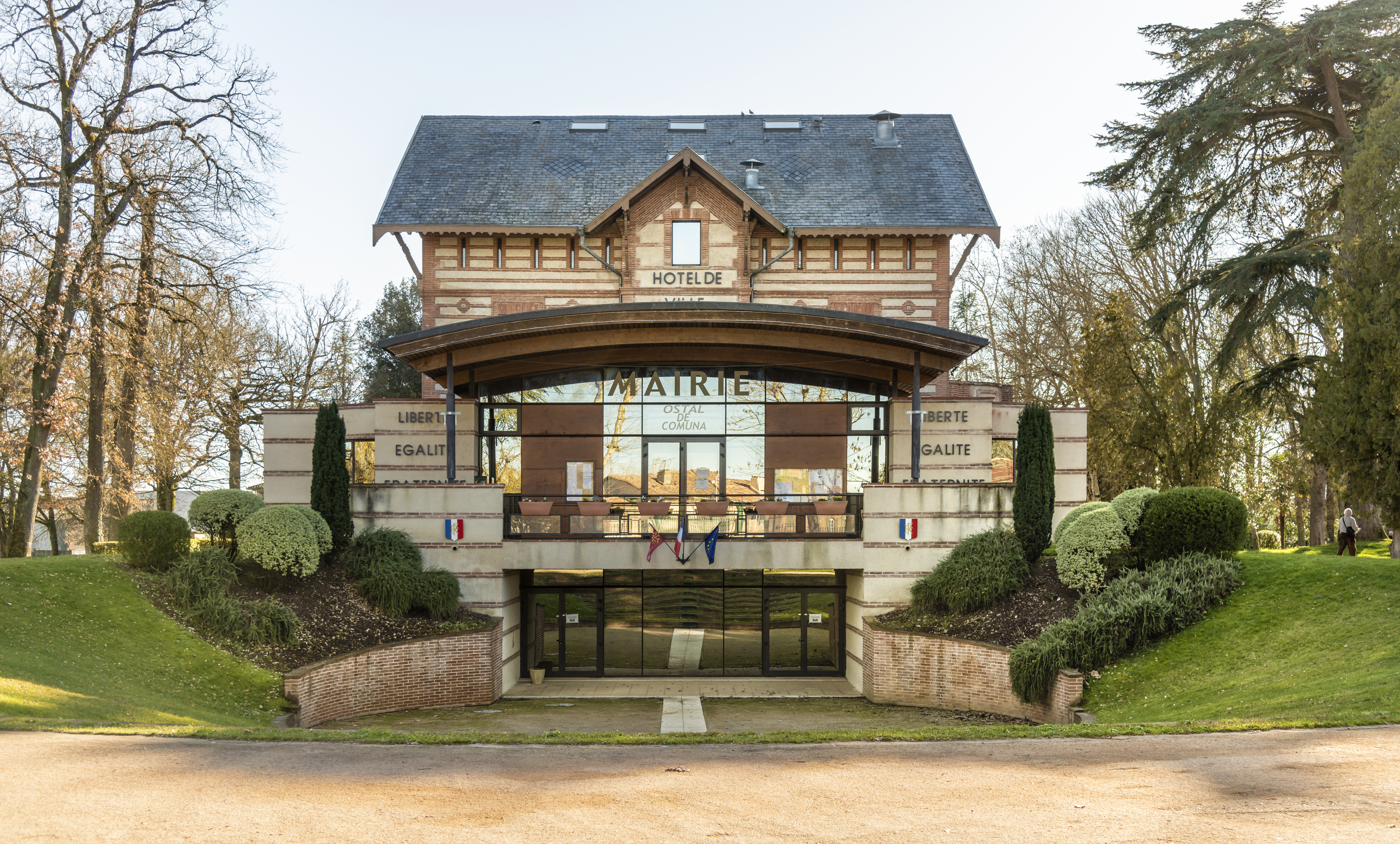
Mairie (Rathaus)

Saint-Sulpice entstand zwischen 1243 und 1247 als Bastide.
Als sich Frankreich im Zweiten Weltkrieg unter deutscher Besatzung befand, existierte ab Oktober 1939 das „Camp d’internement de Saint-Sulpice“ auf einem als „Les Pescayres“ bezeichneten Gelände von 3,5 ha. Bis zum April 1940 war das Lager für eventuelle Kriegsflüchtlinge gedacht. Tatsächlich wurden hier 1500 Flüchtlinge aus dem deutsch besetzten Belgien untergebracht, die dann bald bei Familien in der Region unterkamen. Seit Oktober 1940, unter der Herrschaft des Vichy-Regimes, wurde das Lager vom Innenministerium unter Marcel Peyrouton zur Unterbringung „unerwünschter Elemente“ (indésirables) bestimmt.
Nach Umbauten, die einem KZ-ähnlichen Charakter des Lagers dienten, wurden seit dem 28. Januar 1941 hier 258 Personen, definiert als „Kommunisten, Syndikalisten und weitere Unerwünschte“ inhaftiert. Seit dem 8. Februar 1941 wurden weitere 800 Personen in diesem Lager inhaftiert, die aus einem danach aufgelösten Lager in Oraison stammten. Nachdem seit 1942 eine Anzahl von Insassen zwangsweise dem Service du travail obligatoire (STO) überstellt wurden und damit deutschen Behörden als Zwangsarbeiter unterstanden, wurde das Lager allmählich verkleinert. Noch Mitte Juli 1943 wurde beispielsweise der Garagenbesitzer und Résistancekämpfer Marc Fromont aus Vogna, einem zu Arinthod im Département Jura gehörenden Weiler, in das Lager eingeliefert.

## Bemerkenswerte Orte und Monumente

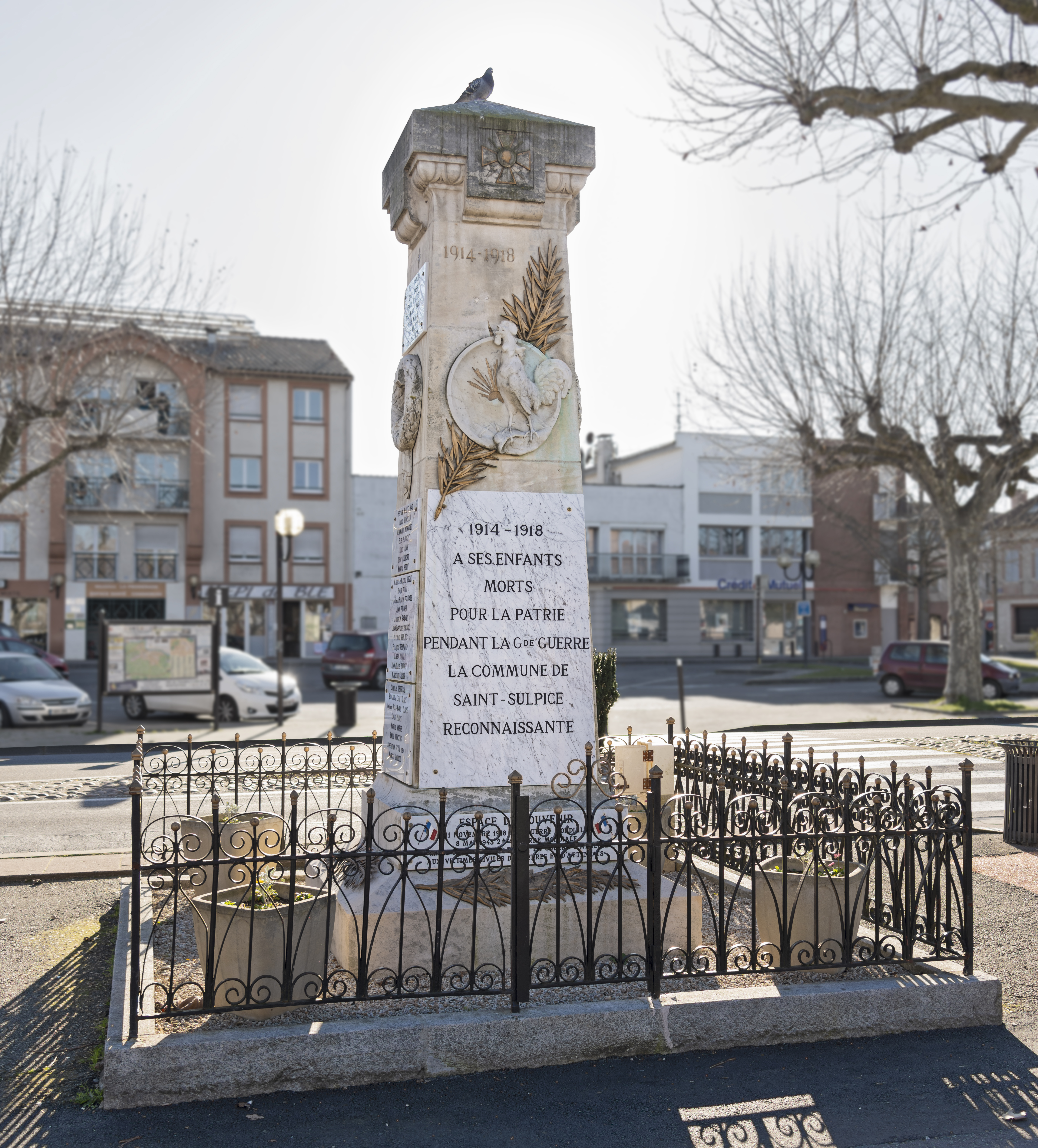
Gefallenendenkmal an der Esplanade Octave Medale

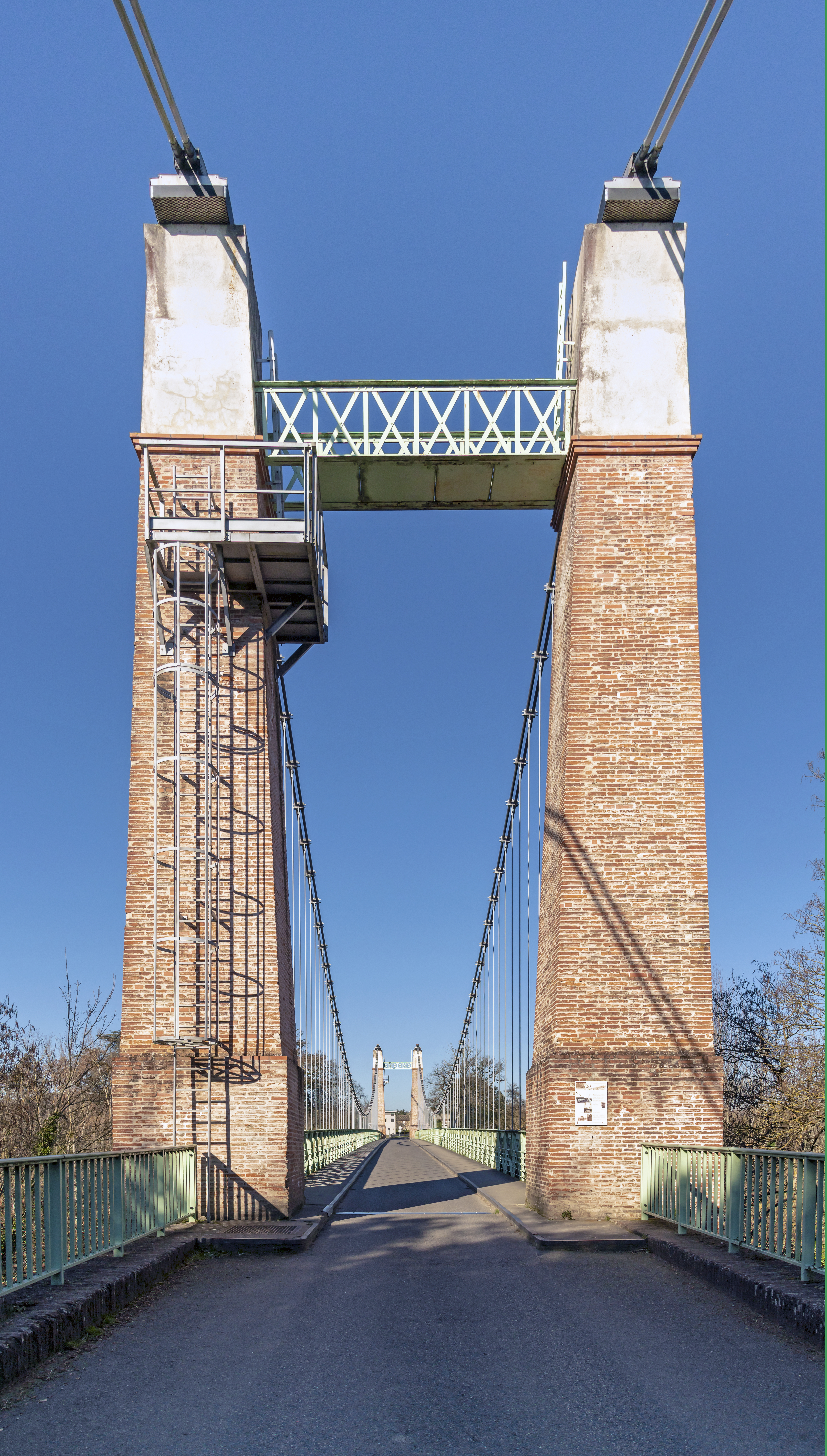
Hängebrücke über den Agout
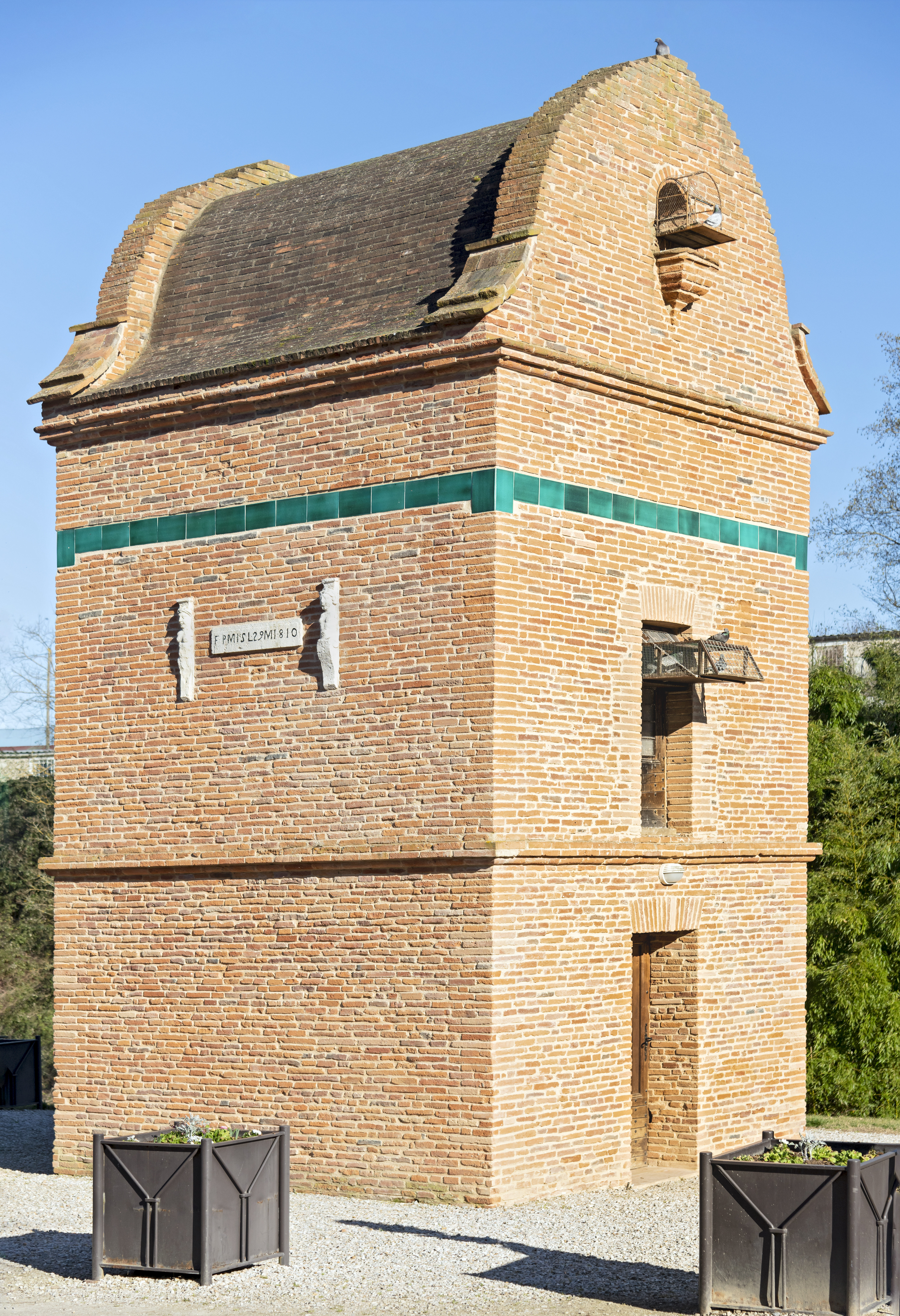
Taubenschlag von 1810
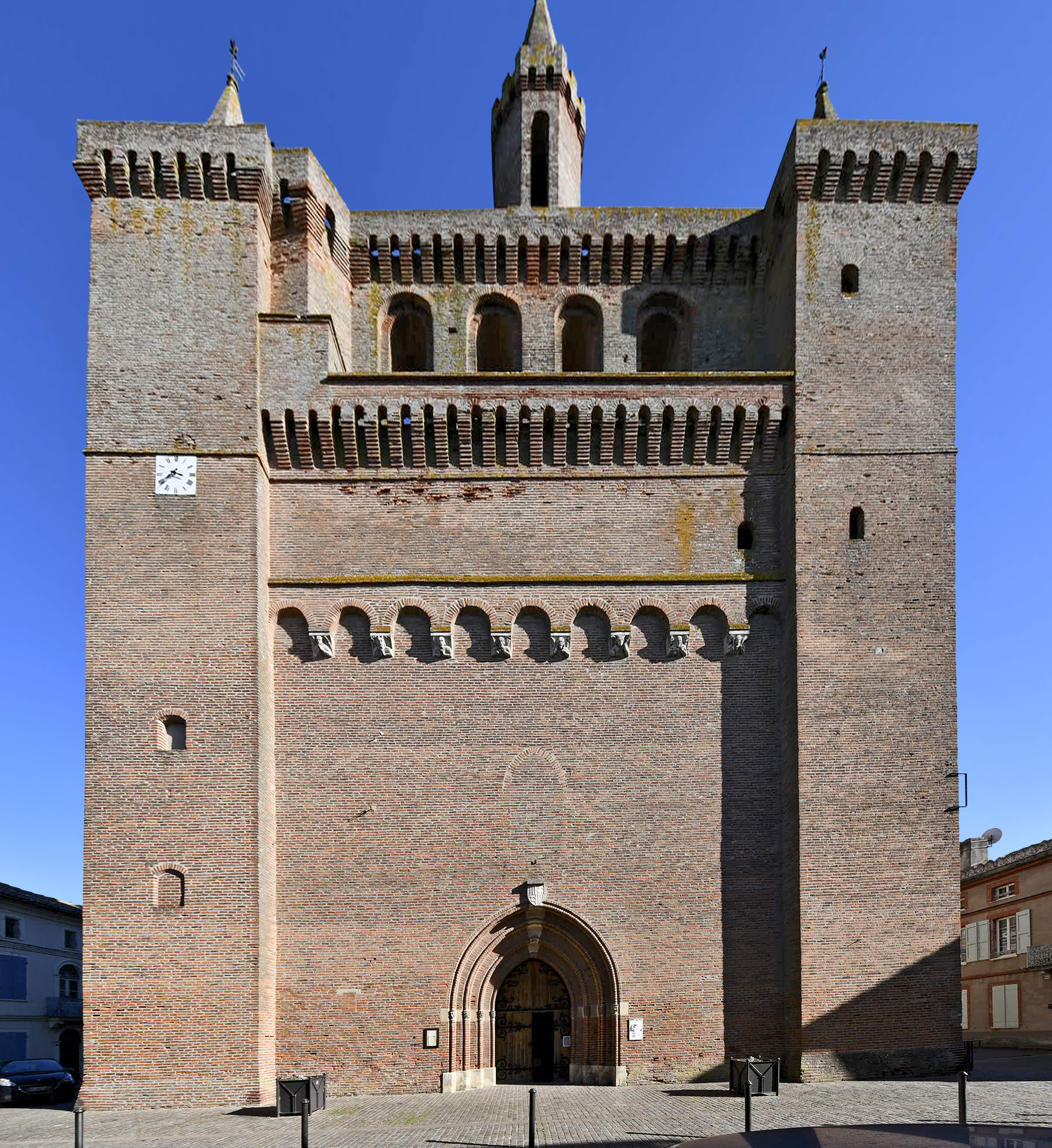
Kirche Notre-Dame
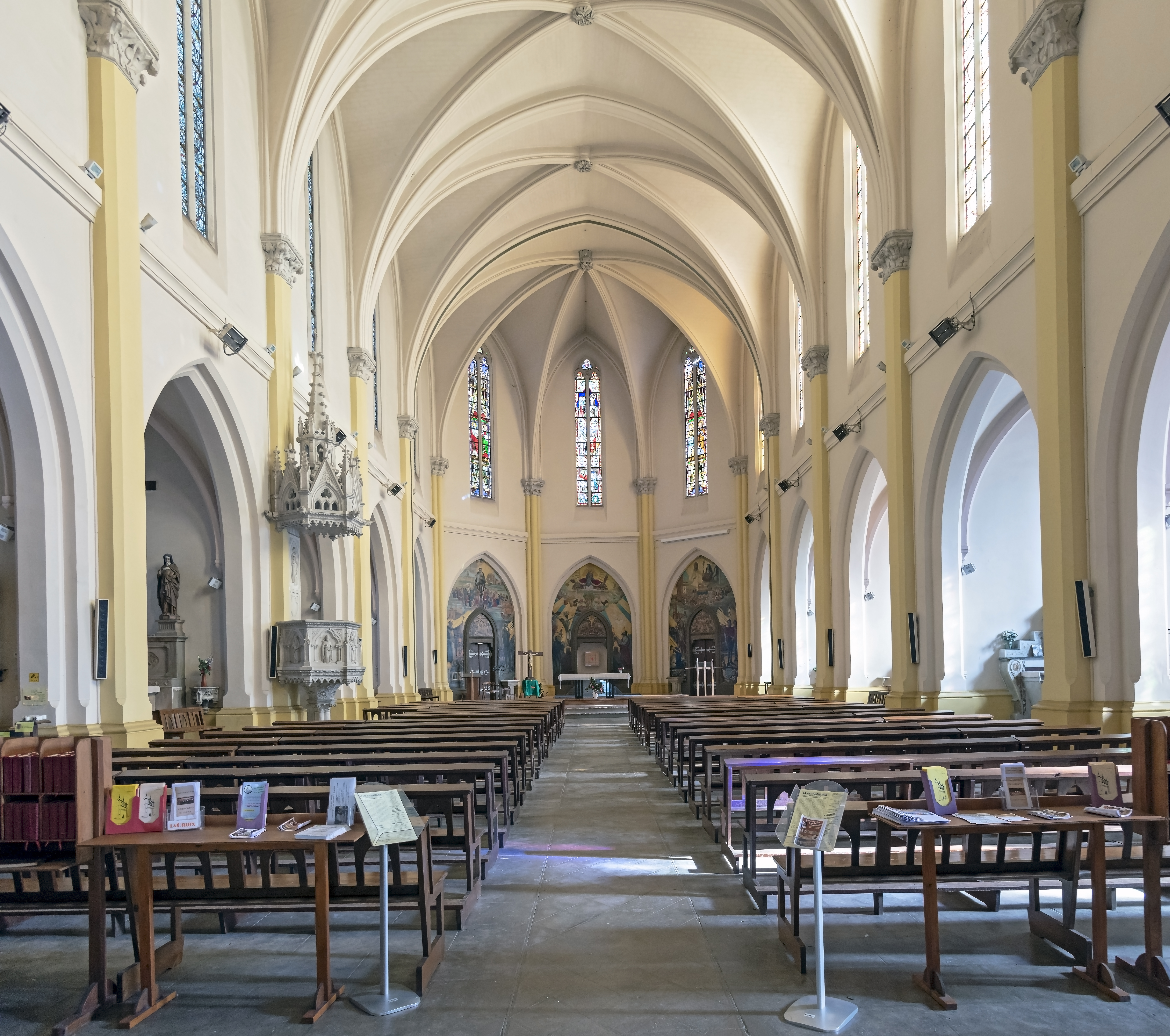
Langhaus der Kirche Notre-Dame

## Verkehr

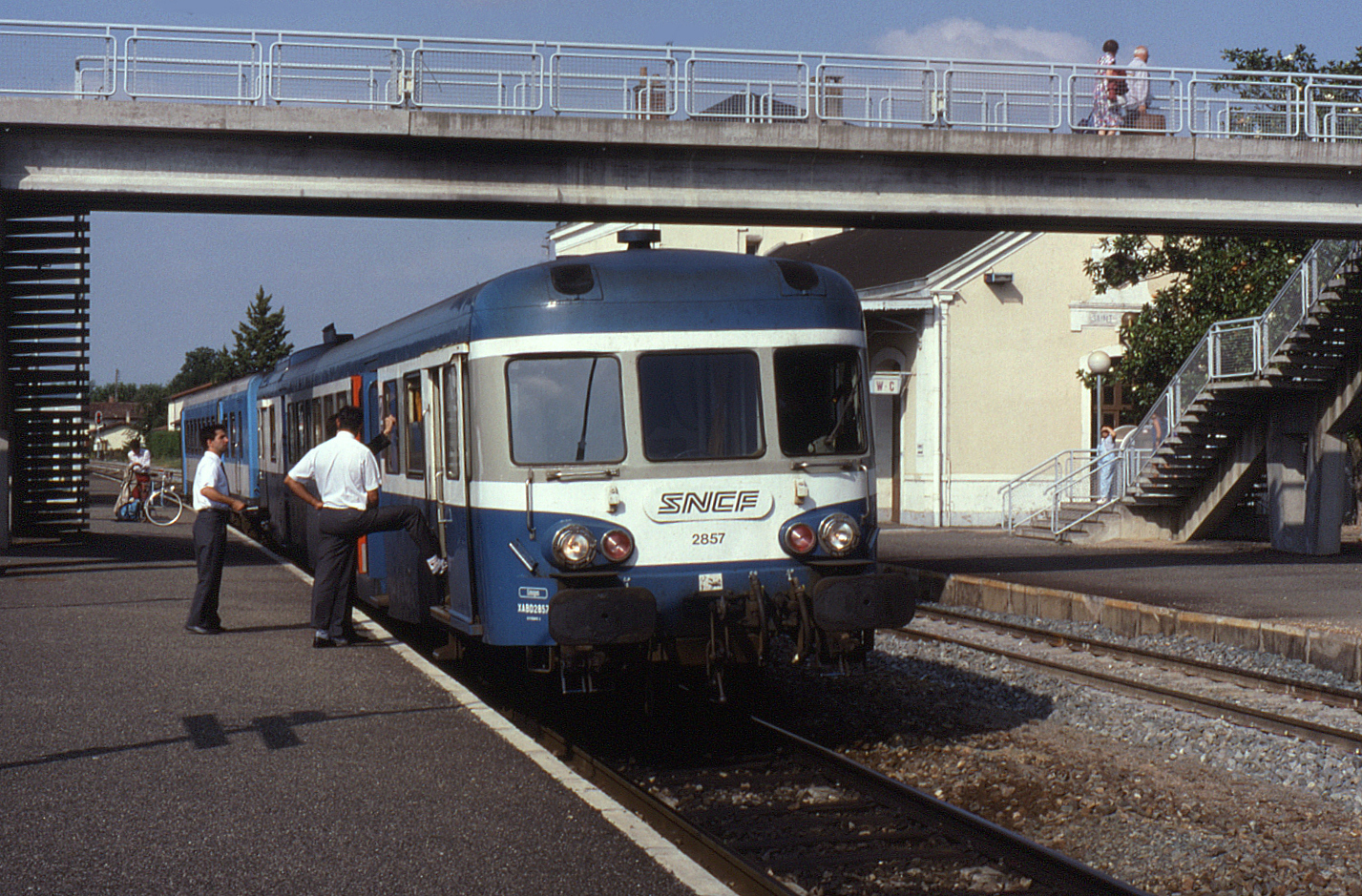
Dieseltriebwagen im Bahnhof Saint-Sulpice (1993)

Saint-Sulpice hat einen Bahnhof an der Bahnstrecke Brive-la-Gaillarde–Toulouse-Matabiau, der 1864 von der Compagnie du chemin de fer de Paris à Orléans (PO) eröffnet wurde. 1884 kam eine Zweigstrecke vom Bahnhof La Crémade bei Castres hinzu, die vier Jahre später über Saint-Sulpice hinaus nach Montauban verlängert wurde (→ Bahnstrecke Montauban-Ville-Bourbon–La Crémade). Der Personenverkehr nach Montauban endete bereits 1939, 1989 dann auch der Güterverkehr. Aktuell wird der Bahnhof von Regionalzügen des TER Occitanie bedient.
Durch das Gemeindegebiet verläuft die Autobahn A 68 mit den Anschlussstellen 5 (Saint-Sulpice Portes du Tarn) und 6 (Saint-Sulpice-centre).